# Larry Stensvold
Pour les articles homonymes, voir Stensvold.

Larry Stensvold est un ingénieur du son américain.

## Biographie
C'est le fils du directeur de la photographie Alan Stensvold.

## Filmographie (sélection)

### Cinéma
- 1982 : Creepshow de George Andrew Romero
- 1983 : Tonnerre de feu (Blue Thunder) de John Badham
- 1984 : Philadelphia Experiment (The Philadelphia Experiment) de Stewart Raffill
- 1984 : Le Meilleur (The Natural) de Barry Levinson
- 1984 : Contre toute attente (Against All Odds) de Taylor Hackford
- 1985 : Out of Africa de Sydney Pollack
- 1985 : Invasion USA de Joseph Zito
- 1985 : Le Jour des morts-vivants (Day of the Dead) de George Andrew Romero
- 1986 : Trois amigos ! (Three Amigos) de John Landis
- 1986 : Delta Force (The Delta Force) de Menahem Golan
- 1987 : Boire et Déboires (Blind Date) de Blake Edwards
- 1988 : Un prince à New York (Coming to America) de John Landis
- 1995 : Les Démons du passé (Voices From a Locked Room) de Malcolm Clarke

### Télévision
- 1998-2000 : Nash Bridges (29 épisodes)
- 2002-2004 : Spy Girls (26 épisodes)
- 2003-2004 : Les Frères Scott (22 épisodes)
- 2004-2007 : Veronica Mars (63 épisodes)
- 2007-2011 : Private Practice (69 épisodes)

## Distinctions

### Récompenses
- Oscar du meilleur mixage de son en 1986 pour Out of Africa